# Dominko
Dominko je priimek v Sloveniji, ki ga je po podatkih Statističnega urada Republike Slovenije na dan 1. januarja 2010 uporabljalo 341 oseb in je med vsemi priimki po pogostosti uporabe uvrščen na 1.082. mesto.

## Znani nosilci priimka
- Ciril Dominko, ravnatelj Gimnazije Bežigrad
- Fran Dominko star. (1870–1921), pravnik, sodnik, politik (deželni odbornik...)
- Fran Dominko (1903–1987), fizik in astronom, publicist
- Jasna Dominko Baloh (*1953), andragoginja, zasebna šolnica - direktorica DOBA
- Klavdija Dominko, postulatorka za beatifikacijo Božjega služabnika Alojzija Kozarja
- Marjan Dominko (*1969), nogometaš
- Miha Dominko, pravnik in ekonomist
- Milogoj Dominko (1932–2010), slikar
- Milojka Dominko, slikarka
- Mirjam Dominko, svetovalka za vodenje in komunikacijo; jezikovna šolnica, andragoginja?
- Nina Dominko, operna pevka, sopranistka
- Robert Dominko (*1971), kemik, inovator
- Sebastian Dominko (*2003), tenisač
- Tanja Dominko (*1961), biomedicinska znanstvenica